# Brackenridgia cavernarum
Brackenridgia cavernarum là một loài chân đều trong họ Trichoniscidae. Loài này được Ulrich miêu tả khoa học năm 1902.